# Cryptumbellata terricola
Cryptumbellata terricola är en svampart som beskrevs av Udagawa & Uchiy. 1999. Cryptumbellata terricola ingår i släktet Cryptumbellata, divisionen sporsäcksvampar och riket svampar.   Inga underarter finns listade i Catalogue of Life.